# 9490 Gosemeijer
A 9490 Gosemeijer (ideiglenes jelöléssel 1181 T-1) a Naprendszer kisbolygóövében található aszteroida. Cornelis Johannes van Houten, Ingrid van Houten-Groeneveld és Tom Gehrels fedezte fel 1971. március 25-én.